# Red de Centros de Información y Documentación Ambiental
RECIDA es la Red de Centros de Información y Documentación Ambiental del Estado español. Su finalidad es promover la coordinación y colaboración entre sus miembros para mejorar los servicios a la ciudadanía, ofreciendo a cada público la información y documentación ambiental deseada.
La Red nace en 2004, y se ha gestado en los Seminarios de Centros de Documentación Ambiental y Espacios Naturales Protegidos, que se organizan desde 2002, en el marco del Programa de los Seminarios Permanentes del Centro Nacional de Educación Ambiental (CENEAM), perteneciente al Ministerio para la Transición Ecológica y el Reto Demográfico.
Está formada por más de 155 centros de diversa procedencia: administración pública estatal, autonómica o local, ONGs, consorcios, universidades, etc. de 17 comunidades autónomas y la Ciudad Autónoma de Ceuta. En RECIDA puede participar cualquier centro de documentación, biblioteca o sistema de información ambiental o de un espacio protegido del Estado español que ofrezca sus servicios sin ánimo lucrativo.

## Historia
RECIDA encuentra su origen durante la celebración del III Seminario de Centros de Documentación Ambiental y Espacios Naturales Protegidos (15-17 de septiembre de 2004), llevado a cabo en el Parque Natural de Bértiz, siendo anfitrión el ya desaparecido Centro de Documentación del Centro de Recursos Ambientales de Navarra (CRANA), del Departamento de Desarrollo Rural y Medio Ambiente del Gobierno de Navarra. En esta reunión se presentaron diversas experiencias de coordinación en distintos ámbitos y territorios en temas de información ambiental y surgió la idea de crear una red que reuniera a todos los centros que en el Estado español tuvieran entre sus cometidos la gestión de la información y la documentación ambiental y/o de espacios naturales protegidos. 
Denominada en un primer momento Red de Información y Documentación Ambiental (REIDA), pasa a llamarse Red de Centros de Información y Documentación Ambiental (RECIDA) durante el IV Seminario, celebrado en Olot-Arbúcies del 16 al 18 de noviembre de 2005.
Las actividades desarrolladas por la Red tienen como objetivo potenciar la protección del medio ambiente ofreciendo recursos de información ambiental. Todas las acciones se alinean con los Objetivos de Desarrollo Sostenible de la Agenda 2030, así como con las 10 razones para la sostenibilidad ambiental en las bibliotecas (públicas) de la IFLA.
Existe una comisión asesora, formada por expertos en documentación e información ambiental y espacios naturales, que colaboran en la formación del personal de los centros RECIDA, así como resuelven dudas técnicas o asesoran en el uso de nuevas herramientas y recursos.
La Red ha tenido presencia en eventos como la Cumbre Mundial del Clima (COP25), donde tuvo un stand propio en la Zona Verde bajo el título “Las Bibliotecas Verdes por el Clima (RECIDA). Tesoros para cambiar el mundo”. Allí se dispuso una muestra de libros de temática ambiental gracias a la colaboración de distintas editoriales, así como publicaciones editadas por los centros pertenecientes a la Red. Además, se organizaron charlas, talleres, juegos, coloquios con youtubers, etc.

## Seminarios
Anualmente se realiza un seminario al que acuden profesionales de la información y la documentación ambiental de los centros pertenecientes a la Red. Este seminario, en origen presencial, se realizó de forma virtual en el año 2020 debido a las limitaciones causadas por la pandemia COVID-19. Desde entonces, se ha mantenido una modalidad mixta, realizando el evento de forma presencial con retransmisión en línea.
Hasta el 2019 la organización de este seminario anual es realizada por el CENEAM, con la colaboración técnica del Parque natural de la Zona Volcánica de la Garrocha de la Generalidad de Cataluña y diferentes instituciones de las respectivas comunidades autónomas, cuando el seminario se ha realizado fuera de las instalaciones del CENEAM en Valsaín, Segovia. A partir del 2020 la coordinación del Seminario se comparte con distintas personas de la Red, con la colaboración de los centros que han realizado este tipo de eventos. Los miembros de la Red han tenido la oportunidad de conocer in situ las bibliotecas y espacios naturales de las comunidades autónomas de Navarra, Cataluña, Galicia, Canarias, Andalucía, Castilla y León, Aragón, Comunidad Valenciana y Castilla-La Mancha, y se espera seguir visitando las comunidades que faltan.

## Objetivos
Los principales objetivos de esta red de bibliotecas y centros de información son:
- Dar acceso a información ambiental de calidad para difundir y dinamizar, proveer conocimiento y sensibilizar a la ciudadanía sobre la conservación de nuestro medio ambiente.
- Ser un entorno abierto, inclusivo y colaborativo.
- Enfocar servicios, productos y actividades hacia la sustentabilidad ambiental.
- Fomentar la cooperación en proyectos y promover el intercambio de información y experiencias en materia de desarrollo sostenible y sensibilización ambiental.
- Compartir recursos que optimicen las inversiones. Economía circular.
- Minimizar el impacto negativo sobre el medio natural.
- Maximizar la calidad del ambiente interior, la conservación de los recursos y la eliminación responsable de los residuos.
- Apoyar el movimiento mundial de bibliotecas verdes
- Formar expertos en gestión de información y documentación ambiental, siguiendo las directrices de la UICN.
- Dotar de herramientas para mejorar la gestión de los centros que integran la red y difundir actividades y proyectos.
- Facilitar la colaboración, formación y coordinación entre bibliotecas ambientales y otras redes similares.

## Publicaciones
Los centros participantes de la Red han colaborado en la realización de guías con recursos de información, abarcando diferentes temáticas ambientales:
- Guía de recursos sobre renaturalización de ciudades (2024).

- Verde que te leo verde 2024. Guía de literatura infantil, medio ambiente y ODS (2024).

- Calendario RECIDA. Celebraciones de los Días Ambientales e Internacionales (2024).
- Fuentes de información sobre agua (2023).
- Centenario del Parque Nacional de Picos de Europa (1918-2018). Selección bibliográfica y recursos de información (2021).
- Centenario del Parque Nacional de Ordesa y Monte Perdido (1918-2018). Guía de lecturas y recursos de información (2021).
- Guía de recursos educativos sobre cambio climático. +3 a 18 años y profesorado (2021).
- Biodiversidad. Guía de recursos (2021).
- Bibliografía sobre interpretación del patrimonio (natural y cultural) (2021).

- Verde que te leo verde 2021. Guía de literatura infantil, medio ambiente y ODS (2021).
- Recursos sobre salud y espacios naturales (2021).
- Guía acciones ODS (2019).
- Bibliotecas Verdes por el clima. Green libraries for climate. Tesoros para cambiar el mundo (2019).
- Interpretación del patrimonio (2016).
- Guía movilidad y transporte (2014).
- Biodiversidad. Guía de recursos (2014).
- Guía de recursos. Agricultura urbana – huertos urbanos – huertos escolares (2014).

## Alianzas y colaboraciones
En el ámbito nacional, la red colabora con la Asociación de Periodistas de Información Ambiental (APIA) desde mayo de 2019, para establecer sinergias entre los periodistas ambientales y los centros de información y documentación ambiental, ofreciendo recursos de información de calidad y promoviendo el debate ambiental.
También colabora, desde enero de 2020, con Teachers for Future (Spain), facilitando la movilización e intercambio de conocimientos y de recursos enfocados a la educación ambiental. La red también tiene acuerdos de colaboración y alianzas con otras entidades como la Universidad Nacional de Costa Rica, las Bibliotecas Depositarias de las Naciones Unidas, la Asociación IAIA, o redes como la Red Internacional de Promotores ODS, la Federación Europarc, o DocAmbCat, Red de Centros de Documentación Ambiental de Cataluña.
En diciembre de 2022, RECIDA estableció contacto para colaborar con la Asociación Portuguesa de Educación Ambiental (ASPEA), con el objetivo de ampliar la red por la península ibérica, permitiendo el contacto con bibliotecas ambientales de Portugal.
Finalmente, desde la primavera de 2024, RECIDA colabora con el Boletín trimestral del Comité Español de la Unión Internacional para la Conservación de la Naturaleza (UICN). Dentro del apartado de “publicaciones de interés”, se encuentra la sección “Recomendaciones RECIDA”, en el que personal bibliotecario de los centros pertenecientes a la Red realizan una selección de referencias bibliográficas actuales y de interés, que tengan relación con la gestión de la biodiversidad o la conservación de la naturaleza.

## Premios
- Ganadora del XVI Premio Nacional SEDIC a la calidad e innovación “Carmen Rodríguez Guerrero” 2022.[15]
- Finalista del 6th IFLA Green Library Award 2021, en la categoría “Green Library Project”, con la participación “RECIDA: The Spanish Network of Green Libraries working for sustainability”.[16]
- Finalista del Sello CCB (Consejo de Cooperación Bibliotecaria) 2018 en la categoría “Bibliotecas especializadas”.[17]
- Ganadora del premio al mejor póster «RECIDA: tu red de información ambiental», presentado en las XIV Jornadas     Españolas de Documentación, Fesabid, celebradas en Gijón del 28 al  30 de mayo de 2015.[18]